# 리성학
리성학(미상 ~ )은 조선민주주의인민공화국의 정치인이다. 내각 부총리 겸 조선로동당 중앙위원회 위원이다.

## 경력
2020년 4월 개최된 조선로동당 중앙위원회 정치국 회의에서 당 중앙위원회 후보위원으로 선출되었고 이틀 뒤 열린 최고인민회의 제14기 제3차회의에서 최일룡 후임으로 내각 경공업상으로 임명되었다. 2021년 1월 개최된 조선로동당 제8차 대회에서 당 중앙위원회 사업총화 토론자로 나섰고 당 중앙위원회 위원으로 선출되었다. 이후 1주일 뒤 열린 최고인민회의 제14기 제4차회의에서 경공업상에서 물러나 내각 부총리로 임명되었다.

## 기타
2014년 7월 전병호 사망 당시에 국가 장의위원회 위원을 맡았다.